# Ängsgropspindel
Ängsgropspindel (Pocadicnemis juncea) är en spindelart som beskrevs av George Hazelwood Locket och Alfred Frank Millidge 1953. Ängsgropspindel ingår i släktet Pocadicnemis och familjen täckvävarspindlar. Arten är reproducerande i Sverige. Inga underarter finns listade i Catalogue of Life.